# Katastrofa lotu Aria Air 1525
Katastrofa lotu Aria Air 1525 - katastrofa lotnicza, do której doszło 24 lipca 2009 z udziałem samolotu Ił-62M podczas lądowania na lotnisku  Mashhad International Airport.
Podczas lądowania zapaliła się opona, co znacznie wydłużyło drogę hamowania. Samolot wypadł z pasa startowego, a następnie uderzył w przeszkodę znajdującą się kilkanaście metrów za pasem startowym. W wyniku zderzenia śmierć poniosło 16 osób, a 31 osób zostało rannych.
Była to druga katastrofa lotnicza w Iranie w przeciągu dwóch tygodni. 15 lipca w wyniku katastrofy samolotu Tu-154M, należącego do linii Caspian Airlines, śmierć poniosło 168 osób (wszyscy na pokładzie).